# Solac
Solac de Mar (occità) o Soulac-sur-Mer (francès) és un comú francès al departament de la Gironda (regió de Nova Aquitània).

## Demografia
| Evolució de la població Cassini |      |      |      |      |      |      |      |      |
| 1793                            | 1800 | 1806 | 1821 | 1831 | 1836 | 1841 | 1846 | 1851 |
| 742                             | 673  | 651  | 656  | 801  | 768  | 814  | 840  | 950  |

| 1856 | 1861 | 1866 | 1872 | 1876 | 1881 | 1886 | 1891 | 1896 |
| ---- | ---- | ---- | ---- | ---- | ---- | ---- | ---- | ---- |
| 1101 | 1165 | 1315 | 1185 | 716  | 720  | 813  | 993  | 1349 |

| 1901 | 1906 | 1911 | 1921 | 1926 | 1931 | 1936 | 1946 | 1954 |
| ---- | ---- | ---- | ---- | ---- | ---- | ---- | ---- | ---- |
| 1388 | 1601 | 1650 | 1672 | 1586 | 2043 | 2009 | 1883 | 2097 |

| 1962 | 1968 | 1975 | 1982 | 1990 | 1999 | 2006 | 2011 | 2016 |
| ---- | ---- | ---- | ---- | ---- | ---- | ---- | ---- | ---- |
| 2113 | 2198 | 2387 | 2536 | 2790 | 2720 | -    | -    | -    |

| 2019 | - | - | - | - | - | - | - | - |
| ---- | - | - | - | - | - | - | - | - |
| -    | - | - | - | - | - | - | - | - |

## Administració
| Període   | Identitat              | Partit |
| --------- | ---------------------- | ------ |
| 1945-1947 | Roger Marcadé          | SFIO   |
| 1947-1953 | Jean Daniel            | CNIP   |
| 1953-1959 | Jean-Michard Pelissier | RGR    |
| 1959-1995 | Jean-François Pintat   | UDF    |
| 1990-     | Xavier Pintat          | UMP    |

## Agermanaments
- Burgo de Osma-Ciudad de Osma
- Saarburg
- Ospedaletti
- Castlerea/An Caisleán Riabhach

## Personatges il·lustres
- Marie Laforêt